# Eriococcus armeniacus
Eriococcus armeniacus är en insektsart som beskrevs av Tang och Hao 1995. Eriococcus armeniacus ingår i släktet Eriococcus och familjen filtsköldlöss. Inga underarter finns listade i Catalogue of Life.